# Haimar Etxeberria
Etxeberria  Ansalas est un nom espagnol. Le premier nom de famille, en général paternel, est Etxeberria ; le second, en général maternel, souvent omis, est Ansalas.
Haimar Etxeberria, né le 8 septembre 2003 à Irun, est un coureur cycliste espagnol.

## Biographie
Haimar Etxeberria est originaire d'Irun, une localité située dans la communauté autonome du Pays basque. Durant sa jeunesse, il participe tout d'abord à des compétitions de trial en vélo,. Dans cette spécialité, il devient notamment champion provincial du Guipuscoa en 2013. Il finit toutefois par abandonner cette discipline vers ses douze ans pour se consacrer au cyclisme sur route.
Dans les rangs cadets, il s'impose à six reprises en 2019. Il remporte également dix courses chez les juniors. Grâce à ses bonnes performances, il est sélectionné en équipe nationale d'Espagne en 2021. Il participe ainsi à la Course de la Paix juniors, où il se classe cinquième d'une étape. La même année, il représente son pays natal aux championnats du monde et aux championnats d'Europe juniors. 
En 2022, il intègre la réserve de l'équipe Caja Rural-Seguros RGA. La presse locale le décrit alors comme l'un des principaux espoirs du cyclisme basque. Bon puncheur, il finit deuxième du Tour de Valence, ou encore sixième d'une manche de la Coupe d'Espagne amateurs. Il brille par ailleurs sur le circuit basque en décrochant un titre de champion provincial et diverses places d'honneur. 
En 2023, il décide de rejoindre le centre de formation de la structure Eolo-Kometa. Sa saison est toutefois perturbée par divers incidents. Au mois d'avril, il est heurté par une voiture à l'entraînement. Peu de temps après, il chute en course et se fracture la clavicule. Il retrouve néanmoins de bonnes sensations durant l'été en gagnant une épreuve basque ainsi qu'une étape du Tour de Valence.
Malgré des résultats encourageants, il change de nouveau de maillot en 2024 pour rejoindre le club Finisher, filiale de l'équipe Kern Pharma. Durant l'hiver, il termine troisième du Circuit de l'Essor et du Tour de Basse-Navarre, face aux meilleurs amateurs français. Au printemps, il se classe troisième du Tour de la Bidassoa, tout en ayant remporté une étape. Il finit aussi deuxième au classement final de la Coupe d'Espagne amateurs, grâce à une victoire et de nombreux accessits. Sa progression lui permet de signer un premier contrat professionnel de trois ans avec la formation Kern Pharma. Il effectuera d'abord un stage dans l'équipe, avant d'être incorporé dans l'effectif en 2025.

## Palmarès

### Palmarès amateur
| - 2020 - Udaberri Saria - Trofeo Zumy - Trofeo Ayuntamiento de Aranguren - 2021 - Champion du Guipuscoa du contre-la-montre juniors - Udaberri Saria - San José Saria - Aitxekutz Saria - Prologue et 2e étape de la Gipuzkoako Itzulia Junior - 2022 - Champion du Guipuscoa du contre-la-montre espoirs - 2e du Zumaiako Saria - 2e du Tour de Valence - 3e du Circuito Aiala - 3e du Laudio Saria - 2023 - Xanisteban Saria - 3e étape du Tour de Valence - 2e du Laudio Saria - 3e du Mémorial Manuel Sanroma | - 2024 - San Gregorio Saria - Mémorial Ángel Lozano - 1re étape du Tour de la Bidassoa - Prueba Loinaz - 2e de l'Aiztondo Klasika - 2e de la Coupe d'Espagne amateurs - 2e du Dorletako Ama Saria - 3e du Circuit de l'Essor - 3e du Tour de Basse-Navarre - 3e du Trophée Guerrita - 3e du Tour de la Bidassoa |  |

### Palmarès professionnel
- 2025
  - Tour de Castille-et-León